# 西山良雄
西山 良雄（にしやま よしお、1927年 - ）は、日本の英文学者、東北学院大学名誉教授。

## 略歴
宮城県石巻市出身。東北大学文学部英文科卒、同大学院博士課程中退、東北学院大学助教授、教授を務め、1998年定年、名誉教授。1991年「憂鬱の時代 文豪ジョン・ダンの軌跡」で東北学院大学文学博士。

## 著書
- 『憂鬱の時代 文豪ジョン・ダンの軌跡』松柏社 1990
- 『遊ぶ子どもの声きけば 昭和戦前期の幼少年グラフィティ』丹精社 2002
- 『死神の唄 文豪ジョン・ダンの思想遍歴』丹精社 2002
- 『イングランド故事こぼれ話 歴史と文化と庶民生活』丹精社 2004
- 『文学の周辺 昔語りの余風を楽しむ』丹精社 2005
- 『シェイクスピア時代のイギリス庶民文化小事典』明文書房 2007

### 記念論集
- 『英文学の杜 西山良雄先生退任記念論文輯』仙台英文学談話会編 松柏社 2000